# Port lotniczy Islamabad
Port lotniczy Islamabad (IATA: ISB, ICAO: OPRN) – międzynarodowy port lotniczy położony w Islamabadzie. Jest trzecim co do wielkości portem lotniczym Pakistanu.

## Linie lotnicze i połączenia[1]
| Linia lotnicza                  | Kierunek |
| ------------------------------- | --- |
| Aero Nomad                      | 1. Biszkek |
| Air Arabia                      | 1. Ras al-Chajma |
| Airblue                         | 1. Abu Zabi 2. Dubaj 3. Dżudda 4. Karaczi 5. Rijad 6. Szardża |
| Air China                       | 1. Karaczi 2. Pekin |
| Azerbaijan Airlines             | 1. Baku |
| British Airways                 | 1. Londyn-Heathrow |
| China Southern Airlines         | 1. Urumczi |
| Emirates                        | 1. Dubaj |
| Etihad Airways                  | 1. Abu Zabi |
| Flynas                          | 1. Rijad |
| Gulf Air                        | 1. Manama |
| Iraqi Airways                   | 1. An-Nadżaf |
| Jazeera Airways                 | 1. Kuwejt |
| Kam Air                         | 1. Kabul 2. Mazar-i-Szarif |
| Kuwait Airways                  | 1. Kuwejt |
| Oman Air                        | 1. Maskat |
| Pakistan International Airlines | 1. Abu Zabi 2. Al-Ajn 3. Burajda 4. Dammam 5. Dżudda 6. Dubaj 7. Gilgit 8. Karaczi 9. Kuala Lumpur 10. Kweta 11. Manama 12. Maskat 13. Medyna 14. Pekin 15. Rijad 16. Skardu 17. Stambuł 18. Sukkur 19. Toronto-Pearson |
| Petra Airlines                  | 1. Karaczi 2. Kweta |
| SalamAir                        | 1. Maskat (od 19 czerwca 2024) |
| Saudi Arabian Airlines          | 1. Dżudda 2. Rijad |
| Serene Air                      | 1. Dubaj 2. Dżudda 3. Karaczi 4. Kweta 5. Rijad 6. Szardża |
| Somon Air                       | 1. Duszanbe (od 4 lipca 2024) |
| Thai Airways                    | 1. Bangkok |
| Turkish Airlines                | 1. Stambuł |